# Plateforme de glace de Markham
Ne doit pas être confondu avec Plateau Markham.
La plateforme de glace de Markham était l'une des principales plateformes de glace au Canada, au Nunavut. 
Au début du 20e siècle, elle faisait partie de la grande plateforme de glace d'Ellesmere, qui occupait le Nord de l'île d'Ellesmere. La plateforme doit son nom à Albert Hastings Markham, un explorateur britannique de l'Arctique.
La plateforme de glace a été déconnectée des plateformes de Ward Hunt et M’Clintock en 1961-1962. Elle s'est détachée de la côte début août 2008 et s'est retrouvée à la dérive dans l'océan Arctique. La plateforme de glace, qui était en place depuis 4 500 ans, avait une superficie de 55 km2 dans les années 1960s et de 42 km2 au moment de sa disparition.